# Stora skräcken
Stora skräcken (franska: Grande peur) var en resning av den franska bondebefolkningen som ägde rum på den franska landsbygden mellan den 22 juli och den 6 augusti 1789, under utbrottet av den franska revolutionen. Det var den första större bonderesningen i Frankrike på hundrafemtio år och den största i landets historia, då den till skillnad från den tidigare största, Jacquerie, omfattade hela riket. 

## Historik

### Orsaker
Den stora skräcken ägde rum under en mycket spänd situation. En dålig skörd 1788 hade följts av en mycket svår vinter och en vår med höjda brödpriser som var den svåraste sedan mjölkriget. Nöden hade förorsakat ett problem med kringstrykande nödlidande vagabonder på landsbygden. Sammankallandet av Frankrikes generalständer för att lösa rikets problem i maj fick en mängd politiska rykten att spridas. 
Efter stormningen av Bastiljen i Paris den 14 juli 1789 cirkulerade många rykten på landsbygden om att aristokraterna konspirerade för att med avsikt förorsaka en hungersnöd genom de höjda brödpriserna, för att motarbeta allmänhetens krav i ständerförsamlingen. Den vitt spridda teorin om Pacte de Famine eller svältpakten, där myndigheterna avsiktligt troddes reglera fram svält, hade spelat en stor roll även under det föregående mjölkriget och spelade även nu stor roll. Ryktena varierade, men många gick ut på att skörden attackerades av banditer eller utländska trupper som hade marscherat över gränsen. 

### Resningen
Dessa rykten gjorde att bönder och invånarna i småstäder i många delar av landet bildade medborgargarden och beväpnade sig för att försvara sig. Hysterin växte ytterligare när den beväpnade civilmilisen från en by ofta uppfattade granntraktens beväpnade milis som fienden. När inga banditer eller främmande soldater infann sig började de beväpnade bönderna istället attackera närmaste slott eller klostergods. Resningen spred sig från Franche-Comté i östra Frankrike mot väster och söder och omfattade snart hela riket. 
Under attacken mot slotten noteras det att böndernas främsta målsättning var att få tag på de feodala privilegiebreven ur slottens arkiv, som gav godsägarna rätten till arrende, domsrätt och i vissa fall livegenskap över bönderna, och bränna dem. I vissa fall plundrades och brändes slotten. Hundratals slott ska ha bränts ned på detta sätt, men förstörelsen var långt ifrån allmän och i de flesta fall var det bara förstörelsen av privilegiebreven som var böndernas mål. Aristokraterna jagades bort från slotten och återfanns sedan av det kavalleri som återställde lugnet efter resningen; i de fall de tillfångatogs av bönderna förekom ofta misshandel och förödmjukande behandling, men det finns bara tre bekräftade fall på att godsägare faktiskt blivit dödade.

### Efterspel
Den skräck nyheten om bonderesningen väckte i nationalförsamlingen var en stark faktor bakom det snabba avskaffandet av feodalismen i Frankrike den 4 augusti 1789. Den bidrog också till en flykt av medlemmarna av den franska adeln utomlands. Resningen hade lagt sig i augusti, men mindre attacker blossade upp då och då fram till år 1790.